# Стала Больцмана
Ста́ла Бо́льцмана ({\displaystyle k} або {\displaystyle k_{B}}) — фізична стала, що визначає зв'язок між температурою та енергією. Названа на честь австрійського фізика Людвіга Больцмана, який зробив великий внесок у статистичну фізику, у якій ця стала є ключовою. Її значення в системі SI дорівнює 1.380649×10−23 Дж⋅K−1.
| Значення сталої Больцмана k                                                        | Одиниці |
| ---------------------------------------------------------------------------------- | ------- |
| 1.380649×10−23                                                                     | Дж⋅K−1  |
| 8.617333262145×10−5                                                                | еВ⋅K−1  |
| 1.380649×10−16                                                                     | Ерг⋅K−1 |
| Перше і третє значення точні; друге точно дорівнює відношенню 1380649/16021766340. |         |

Універсальна газова стала означається як добуток сталої Больцмана на число Авогадро, {\displaystyle R=kN_{\mathrm {A} }}. Газова стала зручніша, коли число частинок задано в молях.

## Зв'язок з ентропією
Ентропія {\displaystyle S} термодинамічної системи визначається як величина, пропорційна натуральному логарифму від числа різних мікростанів L, що відповідають заданому макроскопічному стану (наприклад, стану з заданою повною енергією).
{\displaystyle S=k\,\ln L\,}
Коефіцієнт пропорційності {\displaystyle k} і є сталою Больцмана. Цей вираз, що визначає зв'язок між мікроскопічними (L) та макроскопічними (S) характеристиками, виражає головну (центральну) ідею статистичної механіки.

## Виноски
1. ↑  2018 CODATA Recommended Values of the Fundamental Constants of Physics and Chemistry — 2019.
2. ↑  SI A concise summary of the International System of Units, SI — 2019.
3. 1 2  Міжнародний електротехнічний словник — Міжнародна електротехнічна комісія, 1938.
4. ↑  The International System of Units (SI) (PDF) (вид. 9th), Bureau International des Poids et Mesures, 2019, с. 129

## Інтернет-ресурси
- Draft Chapter 2 for SI Brochure, following redefinitions of the base units (prepared by the Consultative Committee for Units)
- Big step towards redefining the kelvin: Scientists find new way to determine Boltzmann constant